# Breakfast in America
Breakfast in America (с англ. — «Завтрак в Америке») — шестой студийный альбом британской рок-группы Supertramp, выпущенный 16 марта 1979 года лейблом A&M Records. Он был записан в 1978 году на студии The Village Recorder в Лос-Анджелесе. В него вошли три сингла, ставших хитами в американском чарте Billboard: «The Logical Song» (№ 6), «Goodbye Stranger» (№ 15) и «Take the Long Way Home» (№ 10). В Великобритании «The Logical Song» и заглавный трек вошли в десятку лучших хитов, единственные два, которые были у группы в их родной стране.
На 22-й церемонии «Грэмми» в 1980 году Breakfast in America выиграл две награды за лучшее оформление обложки и лучший звуковой дизайн неклассической музыки, а также номинации на «альбом года» и «лучшее вокальное поп-исполнение дуэтом или группой». Он имеет сертификацию RIAA как четырежды платиновый, это самый продаваемый альбом Supertramp с более чем 4 миллионами проданных копий в США и более чем 3 миллионами во Франции (четвёртый самый продаваемый альбом в истории). Он был № 1 в чарте поп-альбомов Billboard в течение шести недель, до 30 июня 1979 года. Альбом также стал № 1 в Норвегии, Австрии, Западной Германии, Нидерландах, Испании, Канаде, Австралии и Франции.

## Об альбоме
Breakfast in America был записан в 1978 году на студии «Village Recorder» в Лос-Анджелесе. Диск включает в себя четыре хит-сингла группы: «The Logical Song» (#6), «Goodbye Stranger» (#15), «Take the Long Way Home» (#10) и титульную композицию (#16).
К этому времени отношения между Роджером Ходжсоном и Риком Дэвисом накалились до предела. В интервью, которое Ходжсон давал в одном из выпусков «In the Studio with Redbeard», он заявил: «Рику не нравилась песня „Breakfast In America“ и он не хотел её видеть в альбоме. Более того, он не хотел, чтобы альбом носил то же название…» Дэвис планировал назвать альбом «Hello Stranger».
Обложка альбома — вид на Нью-Йорк из окна самолёта. Дизайн обложки был разработан Майком Даудом, Кейт Муртаг изображала Статую Свободы, держащую стакан апельсинового сока, вместо факела, город же сделан из пепельниц, кружек, коробок, бутылок, окрашенных в белый цвет. Башни Близнецы представляют собой две колонны из коробок, а тарелка с завтраком — Бэттери-парк, пункт отправления парома на остров свободы. Фотография на обратной стороне обложки показывает музыкантов за завтраком и чтением газет. Фото сделано в закусочной под названием Bert’s Mad House.
В 1980 году альбом получил Грэмми в номинации «Лучшее оформление альбома» (Best Recording Package), оставив позади такие альбомы, как In Through the Out Door Led Zeppelin и Fear of Music Talking Heads.
Альбом полон композиций, построенных на партиях клавишных, в частности, электрическом пианино Вурлитцера, ярко отображая возможности инструмента (например, возможность получать разное звучание, в зависимости от силы нажатия клавиш — это отчётливо слышно в таких композициях, как «Child of Vision» и «The Logical Song»). Это пианино использовалось группой и ранее, но в этом альбоме инструмент играет важнейшую и отличительную роль.
Breakfast in America является самым продаваемым альбомом группы — более 4 миллионов копий было продано в США, более 20 миллионов по всему миру. Весной и летом 1979 года альбом занимал верхнюю строчку чарта Billboard Top LPs & Tape. Также альбом добился первого места в Норвегии, Канаде и Австралии.
Впервые альбом был переиздан с ремастерингом на Gold CD компанией MFSL. Другое ремастированное издание альбома появилось на свет в июне 2002 года, благодаря компании A&M, где был восстановлен оригинальный внешний вид диска.

## Список композиций

### Первая сторона
1. «Gone Hollywood» — 5:20
2. «The Logical Song[англ.]» — 4:10
3. «Goodbye Stranger[англ.]» — 5:50
4. «Breakfast in America[англ.]» — 2:38
5. «Oh Darling» — 3:58

### Вторая сторона
1. «Take the Long Way Home[англ.]» — 5:08
2. «Lord Is It Mine» — 4:09
3. «Just Another Nervous Wreck» — 4:26
4. «Casual Conversations» — 2:58
5. «Child of Vision» — 7:25

## Участники записи
- Рик Дэвис — клавишные, вокал
- Джон Хелливелл — саксофон, вокал, деревянные духовые
- Роджер Ходжсон — гитары, клавишные, вокал
- Боб Зибенберг — барабан
- Дуги Томсон — бас-гитара

Дополнительные музыканты
- Слайд Хайд (Slyde Hyde) — тромбон, туба

Выпуск Альбома
- Продюсеры: Питер Хендерсон (Peter Henderson), Supertramp
- Прослушивание: Саускомб Студиос, Бербэнк, Калифорния (Southcombe Studios, Burbank, CA)
- Запись: Вилледж Рекордер/Студио, Лос-Анджелес, Калифорния (The Village Recorder/Studio B, Los Angeles, CA)
- Сведение: Кристал Саунд, Лос-Анджелес, Калифорния (Crystal Sound/Studio B, Los Angeles, CA)
- Звукоинженер: Питер Хендерсон (Peter Henderson)
- Помощники звукоинженера: Лениз Бент (Lenise Bent), Джефф Харрис (Jeff Harris)
- Ремастеринг (2002): Грег Колби (Greg Calbi), Джей Мессина (Jay Messina)
- Программирование Оберхайма (Oberheim): Гари Миелке (Gary Mielke)
- Звукоинженер на концертах: Рассел Поуп (Russel Pope)
- Директор оформления: Майк Дауд, Мик Хаггерти (Mick Haggerty)
- Дизайн: Мик Хаггерти (Mick Haggerty)
- Дизайн обложки: Мик Хаггерти (Mick Haggerty)
- Концепция обложки: Майк Дауд
- Фотография: Марк Ханауер (Mark Hanauer)
- Фотография обложки: Аарон Рапопорт (Aaron Rapoport)

Переиздание A&M 2002 года
В 2002 году A&M Records выпустила переиздание с ремастерингом оригинальной плёнки, сделанным Грегом Колби и Джеем Мессина в Sterling Sound, Нью-Йорк. Переизданием руководил Билл Левенсон (Bill Levenson), художественный директор — Вартан (Vartan), дизайн Майка Дила (Mike Diehl), координатор проекта — Бет Штемпель (Beth Stempel).

## Чарты

### Альбом
| Чарт (1979)         | Место |
| ------------------- | ----- |
| Австралия           | 1     |
| Австрия             | 1     |
| Бельгия             | 1     |
| Канада              | 1     |
| Нидерланды          | 1     |
| Франция             | 1     |
| ФРГ                 | 1     |
| Италия              | 3     |
| Япония              | 2     |
| Новая Зеландия      | 1     |
| Норвегия            | 1     |
| Испания             | 1     |
| Швеция              | 2     |
| Великобритания      | 3     |
| США (Billboard 200) | 1     |

| Чарт (1980)                        | Позиция |
| ---------------------------------- | ------- |
| США (Billboard Top Popular Albums) | 21      |

### Синглы
Синглы — Биллборд(North America)
| Год  | Сингл              | Чарт       | Место |
| ---- | ------------------ | ---------- | ----- |
| 1979 | «The Logical Song» | Поп Синглы | 6     |
| 1979 | «Goodbye Stranger» | Поп Синглы | 15    |